# Pavel Kelemen
Pavel Kelemen (Domažlice, 28 de mayo de 1991) es un deportista checo que compite en ciclismo en la modalidad de pista. Ganó una medalla de oro en el Campeonato Europeo de Ciclismo en Pista de 2015, en la prueba de keirin.

## Medallero internacional
| Campeonato Europeo | Campeonato Europeo | Campeonato Europeo | Campeonato Europeo |
| Año                | Lugar              | Medalla            | Competición        |
| ------------------ | ------------------ | ------------------ | ------------------ |
| 2015               | Grenchen (Suiza)   | Medalla de oro     | Keirin             |